# كيمبريدجشير الشمالية الشرقية (دائرة انتخابية في المملكة المتحدة)
كيمبريدجشير الشمالية الشرقية (بالإنجليزية: North East Cambridgeshire)‏ هي إحدى الدوائر الانتخابية في المملكة المتحدة الممثلة في مجلس العموم في برلمان المملكة المتحدة.
عضو البرلمان الذي يمثلها حالياً هو :Mr Malcolm Moss (Con).